# Bajazid I.
Bajazid I. (turško: بايزيد الأول, Beyazıt) z nadimkom Yıldırım - "Bliskoviti", sultan Osmanskega cesarstva (1389-1403), * 1354, † 8. marec 1403, Akşehir, Turčija.
Bajazid je bil sin sultana Murata I. in Grkinje Gülçiçek Hatun.

## Življenjepis
Bajazid je prišel na oblast po smrti svojega očeta sultana Murata I., ki ga je v Kosovski bitki 28. junija 1389 ubil srbski plemič Miloš Obilić.
Leto kasneje je Srbom grozila invazija Madžarov s severa, zato so pristali, da postanejo Bajazidovi vazali. Zavezništvo so utrdili z Bajazidovo poroko z Olivero Despino, hčerko srbskega kneza Lazarja, s katero je svojim potomcem zagotovil nasledstvene privilegije v Srbiji. Lazarjevega sina Stefana Lazarevića je priznal za novega srbskega vladarja in mu dal nekaj avtonomije. 
Leta 1394 je Bajazid prekoračil Donavo in napadel Vlaško, ki ji je vladal Mircea Starejši. Otomani so bili številčno močnejši, vendar so jih  Vlahi 10. oktobra 1394 (ali 17. maja 1395) na gozdnatem in močvirnem terenu v bitki pri Rovini premagali in Bajazidu preprečili vdor v državo. 
Leta 1394 in 1395 je dvakrat neuspešno oblegal Konstantinopel, glavno mesto Bizantinskega cesarstva. Na prošnjo Bizantinskega cesarja Ivana V. Paleologa se je zbrala krščanska vojska in pod poveljstvom madžarskega kralja in kasnejšega cesarja Svetega Rimskega cesarstva Sigismunda  krenila na križarski pohod proti Turkom. V Bitki pri Nikopolju 25. septembra 1396 so Turki krščansko vojsko porazili, Bajazid pa je dal v spomin na zmago v Bursi zgraditi veličastno mošejo Ulu Camii. 
Obleganje Konstantinopla se je nadaljevalo do leta 1401, potem pa je bilo zaradi Bajazidove vojne s timuridskim vladarjem Timurlenkom za nekaj časa prekinjeno. 
Leta 1400 je mongolski vojskovodja Timurlenk s podporo nekaj turških beglerbegov, vazalov Otomanskega cesarstva, napadel Bajazida. 20. julija 1402 je prišlo do bitke pri Ankari, v kateri je Timur Bajazida porazil in ujel. Bajazidovi sinovi so pobegnili z bojišča in kmalu zatem sprožili nasledstveno državljansko vojno. 
O Bajazidovem ujetništvu je krožilo mnogo zgodb. Nekateri poročevalci so trdili, da ga je Timurlenk okovanega in zaprtega v kletko  razkazoval kot trofejo, da ga je imel za podnožnik in da je morala njegova žena gola plesati na njegovem dvoru. Zgodbe so prav gotovo izmišljene, saj poročila s Timurjevega dvora pravijo, da je z njim postopal sultanu primerno in je celo obžaloval njegovo smrt. Iz Timurjevega postopanja z drugimi vladarji lahko sklepamo, da so ta poročila verjetno resnična, saj je celo zahteval, da Bajazid ponovno zasede otomanski prestol. 
Bajazid je leto kasneje umrl. Nekateri viri trdijo, da je naredil samomor, tako da je z glavo udarjal ob železne palice svoje kletke. Drugi, bolj zanesljivi viri trdijo, da se je zastrupil s strupom, ki ga je skrival v prstanu.

## Žene in otroci

### Žene
- Devlet Şah Hatun, hčerka germijanskega Sulejman Šaha
- Devlet Hatun, hčerka germijanskega Jakub Šaha
- Hafsa Hatun,  hčerka aydınoğlujskega Isa Bega
- Sultan Hatun, hčerka dulkadirskega Sulejman Šaha
- Olivera Despina, hčerka srbskega kneza Lazarja

### Otroci
- Ertuğrul, sin
- Sulejman Čelebi, sin (umrl 1411)
- Musa Čelebi (umrl 1413), sin Devlet Şah Hatun
- Mehmed Čelebi (1389-1421), sin Devlet Hatun
- Kasım, sin
- Isa Čelebi, sin Devlet Şah Hatun
- Mustafa Čelebi (umrl 1401),  sin Devlet Şah Hatun
- Erhondu, hčerka
- Hundi,  hčerka
- Fatma,  hčerka